# ANF Les Mureaux 115
L'ANF Les Mureaux 115 fu un aereo militare monomotore, biposto e multiruolo, sviluppato dall'azienda aeronautica francese ANF Les Mureaux negli anni trenta.
Sviluppo del precedente ANF Les Mureaux 113, venne utilizzato come ricognitore e bombardiere leggero nei reparti dell'Armée de l'air, l'aeronautica militare francese, fino alle prime fasi della seconda guerra mondiale, progressivamente sostituito dal bimotore Potez 63.11.

## Utilizzatori
Francia
- Armée de l'air